# Untitled Griffin Family History
Untitled Griffin Family History («Безымянная история о предках Гриффинов») — двадцать седьмая серия четвёртого сезона мультсериала «Гриффины». Премьерный показ состоялся 14 мая 2006 года на канале FOX.

## Сюжет
В дом Гриффинов врываются грабители. Питер отводит всю семью в собственноручно созданную «комнату паники» (panic room), представляющую собой герметичный металлический куб на чердаке дома, откуда можно следить за происходящим в доме через восемь скрытых камер. Комната не оборудована изнутри дверной ручкой и телефоном, поэтому семья не может вызвать полицию, и всем остаётся только ждать, наблюдать и слушать байки Питера…
Питер начинает историю о своих предках с Большого взрыва: по его версии, Вселенная была создана от поджигания Богом своих кишечных газов.
Затем он переходит к эре динозавров, описывая выход животных из воды на сушу, но тут же поправляется («конечно, штат Канзас заставил меня представить альтернативную, церковную, версию теорию эволюции»).
Затем Питер переходит к каменному веку, в котором именно его предок изобрёл колесо.
Далее предком Питера, оказывается, был сам Моисей, выведший евреев из Египта.
Проголодавшаяся семья обнаруживает, что Мег может протиснуться в вентиляционное отверстие, и посылают её на кухню за провизией, пока грабители продолжают обчищать дом. Питер используют громкую связь, чтобы дать указания Мег на кухне, поэтому грабители обнаруживают Мег и берут её в заложники.
Тем временем Питер переходит к истории о Нейте Гриффине — африканце, жившем в деревеньке Куахогсвана, и взятом в рабство белыми, которые отвезли его в США, в Южную Каролину. На корабле тот вместе с друзьями (Куагдинго и Джо Мама) сумели освободиться и скинуть капитана с кроватью за борт. Достигнув берега, Нейт попал в рабство на плантацию, и там влюбился в дочь (Лоис Лору Буш Винчини Пьютершмидт) хозяина. По взаимной любви они завели тайную семью, родили троих детей и мирно жили целых пятнадцать лет, пока отец Лоис не узнал правду. Тогда Гриффинам пришлось бежать на север.
В НЗ «комнаты паники» обнаруживается ракетница, но Питер бестолково использует заряд, и помощи ждать так и не приходится, наоборот, от вспышки срабатывает пожарная сигнализация, и комната начинает наполняться водой.
Питер переходит к истории о своём предке — звезде немого кино 20-х годов Синяке (Black-eyed) Гриффине; затем — к истории о Питере Гитлере, брате Адольфа.
Когда смерть Гриффинов уже кажется неминуемой, комната вскрывается снаружи — на помощь прибыл Джо. Он сообщает семье, что преступники арестованы, но те обвиняют Мег в сексуальном к ним домогательстве, поэтому в полицию придётся забрать и её. Гриффины игнорируют это заявление.

## Создание[1]
Автор сценария: Джон Вейнер
Режиссёр: Зэк Монкриф.
Приглашённые знаменитости: Джудит Лайт (камео).

## Интересные факты